# Кубок Волинської області з футболу 2011

## Учасники
У цьому розіграші Кубка взяли участь 13 команд:
| - «Будівельник» (Маневичі) - «Вотранс-ЛСТМ» (Луцьк) - «Колос» (Ківерці) - «Ласка» (Боратин) - «Л-Транс» (Торчин) - МФК «Ковель-Волинь» (Ковель) - «Прип'ять» (Любешів) - «Рубіж» (Любомль) - «Світязь» (Шацьк) - ФК «Володимирівка» (Володимир-Волинський район) - ФК «Горохів» (Горохів) - ФК «Мар'янівка» (Мар'янівка) - «Шахтар» (Нововолинськ) |

## 1/8 фіналу
| Команда 1          | Команда 2       | Рахунок        |
| ------------------ | --------------- | -------------- |
| «Рубіж»            | «Л-Транс»       | 1:5            |
| «Будівельник»      | «Прип'ять»      | 0:0 (пен. 2:3) |
| «Колос»            | ФК «Мар'янівка» | 3:2            |
| ФК «Володимирівка» | «Шахтар»        | 1:2            |
| ФК «Горохів»       | «Ласка»         | 0:3            |

## Чвертьфінали
Матчі 1/4 фіналу проходили 24 серпня 2011 року.
| Команда 1  | Команда 2           | Рахунок        |
| ---------- | ------------------- | -------------- |
| «Колос»    | «Л-Транс»           | 2:1            |
| «Ласка»    | «Вотранс-ЛСТМ»      | 2:2 (пен. 3:2) |
| «Прип'ять» | «Шахтар»            | 0:5            |
| «Світязь»  | МФК «Ковель-Волинь» | 1:4            |

## Півфінали
Матчі 1/2 фіналу проходили 23 жовтня 2011 року.
| Команда 1 | Команда 2           | Рахунок        |
| --------- | ------------------- | -------------- |
| «Ласка»   | МФК «Ковель-Волинь» | 4:4 (пен. 2:4) |
| «Колос»   | «Шахтар»            | 1:1 (пен. 1:4) |

## Фінал
| 29 жовтня 2011 |

| МФК «Ковель-Волинь»                  | 2:0 | «Шахтар» |
| ------------------------------------ | --- | -------- |
| Романчук Тарас 53' Заліпа Андрій 61' |     |          |

| Луцьк, стадіон «Підшипник» Арбітр: Любомир Харко (Луцьк) |

| Володар Кубка Волинської області 2011               |
| --------------------------------------------------- |
| МФК «Ковель-Волинь» (Ковель) Перша перемога в Кубку |

## Підсумкова таблиця
| Етап       | Команда                                         | I | В | Н | П | РМ   | О |
| ---------- | ----------------------------------------------- | - | - | - | - | ---- | - |
| Володар    | МФК «Ковель-Волинь» (Ковель)                    | 3 | 2 | 1 | 0 | 10−5 | 5 |
| Фіналіст   | «Шахтар» (Нововолинськ)                         | 4 | 2 | 1 | 1 | 8−4  | 5 |
| Півфінал   | «Колос» (Ківерці)                               | 3 | 2 | 1 | 0 | 6−4  | 5 |
| Півфінал   | «Ласка» (Боратин)                               | 3 | 1 | 2 | 0 | 9−6  | 4 |
| 1/4 фіналу | «Л-Транс» (Торчин)                              | 2 | 1 | 0 | 1 | 6−3  | 2 |
| 1/4 фіналу | «Вотранс-ЛСТМ» (Луцьк)                          | 1 | 0 | 1 | 0 | 2−2  | 1 |
| 1/4 фіналу | «Прип'ять» (Любешів)                            | 2 | 0 | 1 | 1 | 0−5  | 1 |
| 1/4 фіналу | «Світязь» (Шацьк)                               | 1 | 0 | 0 | 1 | 1−4  | 0 |
| 1/8 фіналу | «Будівельник» (Маневичі)                        | 1 | 0 | 1 | 0 | 0−0  | 1 |
| 1/8 фіналу | ФК «Мар'янівка» (Мар'янівка)                    | 1 | 0 | 0 | 1 | 2−3  | 0 |
| 1/8 фіналу | ФК «Володимирівка» (Володимир-Волинський район) | 1 | 0 | 0 | 1 | 1−2  | 0 |
| 1/8 фіналу | ФК «Горохів» (Горохів)                          | 1 | 0 | 0 | 1 | 0−3  | 0 |
| 1/8 фіналу | «Рубіж» (Любомль)                               | 1 | 0 | 0 | 1 | 1−5  | 0 |